# Aiayeh (The Music of the Samba)
Aiayeh (The Music of the Samba), skriven av Anders von Hofsten, Andreas Kleerup, Andreas Unge och Simone Moreno, är det bidrag som Simone Moreno framförde i den första deltävlingen i Melodifestivalen 2006. Där slutade det på en åttonde plats och slogs ut. 

## Singeln

### Låtlista
1. Aiayeh (The Music of the Samba) [Original mix] - 3:00
2. Aiayeh (The Music of the Samba) [Singback version] - 3:00[1]